# Strażnica KOP „Józefowo”
Strażnica KOP „Józefowo” – zasadnicza jednostka organizacyjna Korpusu Ochrony Pogranicza pełniąca służbę ochronną na granicy polsko-litewskiej.

## Formowanie i zmiany organizacyjne
W 1926, w składzie 6 Brygady Ochrony Pogranicza, został sformowany 22 batalion graniczny. W 1928 w skład batalionu wchodziło 10 strażnic. Strażnica KOP „Miciuny”, którą później przeniesiono do Józefowa, w latach 1928–1939 znajdowała się w strukturze 2 kompanii KOP „Rykonty” z pułku KOP „Wilno”. Strażnica liczyła około 18 żołnierzy i rozmieszczona była przy linii granicznej z zadaniem bezpośredniej ochrony granicy państwowej.
W 1932 obsada strażnicy zakwaterowana była w budynku KOP. Strażnicę z macierzystą kompanią łączyła droga polna długości 8 km.

## Służba graniczna
Podstawową jednostką taktyczną Korpusu Ochrony Pogranicza przeznaczoną do pełnienia służby ochronnej był batalion graniczny. Odcinek batalionu dzielił się na pododcinki kompanii, a te z kolei na pododcinki strażnic, które były „zasadniczymi jednostkami pełniącymi służbę ochronną”, w sile półplutonu. Służba ochronna pełniona była systemem zmiennym, polegającym na stałym patrolowaniu strefy nadgranicznej, wystawianiu posterunków alarmowych, obserwacyjnych i kontrolnych stałych, patrolowaniu i organizowaniu zasadzek w miejscach rozpoznanych jako niebezpieczne, kontrolowaniu dokumentów i zatrzymywaniu osób podejrzanych, a także utrzymywaniu ścisłej łączności między oddziałami i władzami administracyjnymi. Strażnice KOP stanowiły pierwszy rzut ugrupowania kordonowego Korpusu Ochrony Pogranicza.
Strażnica KOP „Józefowo” w 1932 ochraniała pododcinek granicy państwowej szerokości 3 kilometrów 600 metrów, a w 1938 pododcinek szerokości 4 kilometrów 500 metrów od słupa granicznego nr 583 do ?.
Sąsiednie strażnice:
- strażnica KOP „Podworańce” ⇔ strażnica KOP „Wiłuniszki” – 1928[2]
- strażnica KOP „Poniewieżka” ⇔ strażnica KOP „Wiłuniszki” – 1929[3]
- strażnica KOP „Okmiana” ⇔ strażnica KOP „Zawiasy” – 1932[4], 1934[5] i 1938[6]